# 中華民國國旗歌
《中華民國國旗歌》現為中華民國升降國旗時所奏歌曲。在國際奥委會舉辦的賽事中，此歌之歌譜也作為中華奧林匹克委員會會歌演奏。
中華民國的国旗歌在歷史上曾存在多種版本。其中戴季陶之版本曾流行於三十年代，而現行版本是由黃自1930年代譜曲的《青天白日滿地紅》。該曲最初在重慶國民政府時期作為童子軍體操配樂，在1947年開始供升降中華民國國旗時演奏，並延續至今。

## 歷史

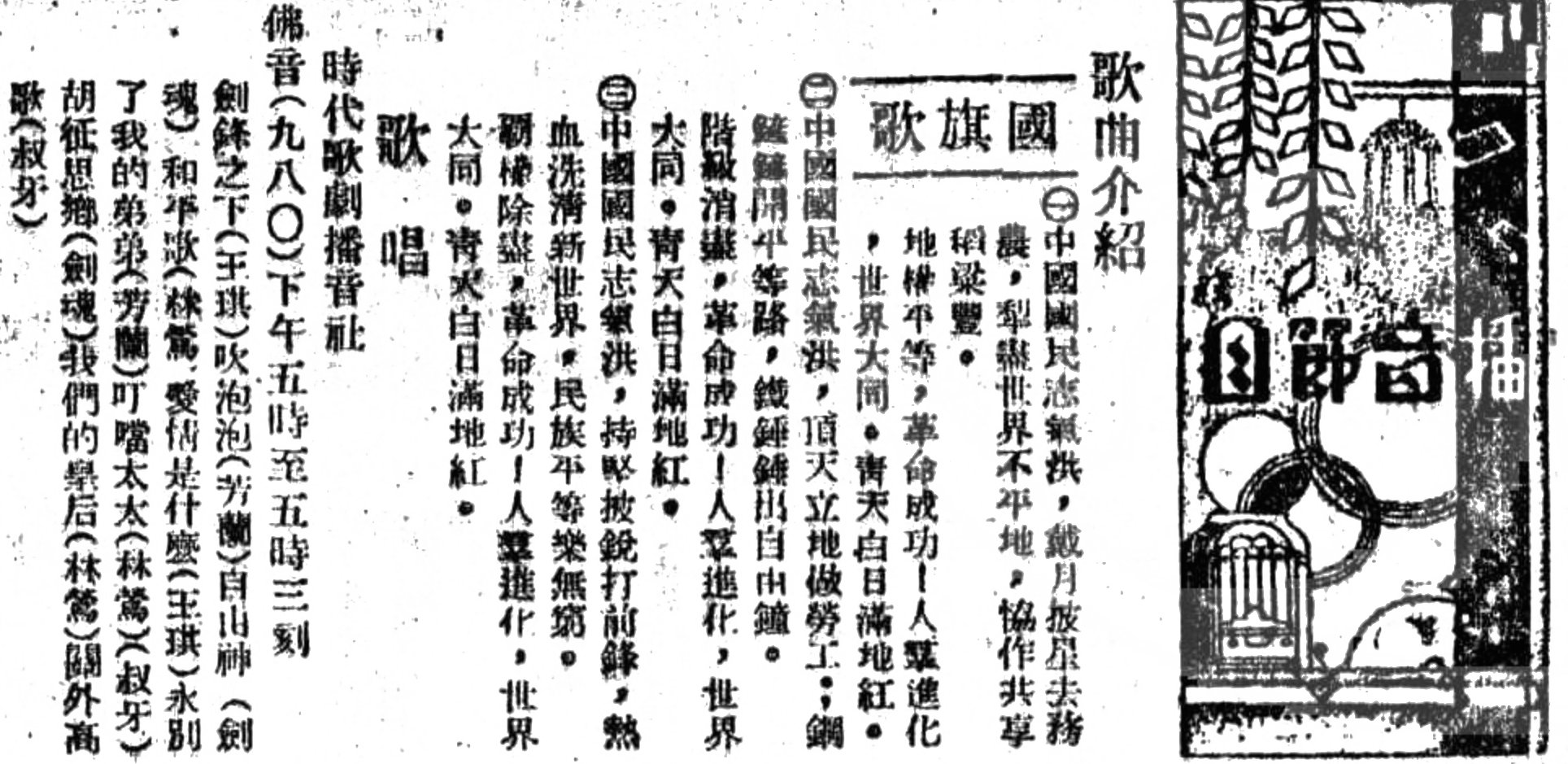
申报1935年11月1日增刊刊载戴季陶《国旗歌》歌词

民國初時，南京政府一直不承認《卿雲歌》為國歌。1921年4月，廣州舉行「非常國會」，制定政府改組大綱。由孫文任非常大總統的廣州軍政府下令制定臨時國歌，選中由徐謙作詞、劉斐烈作曲的《國旗歌》為臨時國歌。其是一首歌頌國旗的進行曲，但這首歌曲流傳不廣，大部分人對此知之不多。其歌詞為：
《國旗歌》

劉裴烈曲 徐謙词
中華國旗凌風飛揚，興我民族，華夏之光。
人民平等，攜手同行。
共和肇造，基民本以為邦。
洪惟民國兮，人民共有共治共享。
洪惟民國兮，人民共有共治共享。
中華國旗薄雲高標，還我民權，天日為昭。
人民自由，真理是效。
郅治漸臻，順民心以改造。
洪惟民國兮，人民共有共治共享。
洪惟民國兮，人民共有共治共享。
中華國旗破空卓立，裕我民生，土地日闢。
人民相愛，干戈用戢。
大同共登，合世界以為一。
洪惟民國兮，人民共有共治共享。
洪惟民國兮，人民共有共治共享。

据1928年《真光杂志》所载，戴季陶在国民党二届五中全会（是年8月于南京召开）前夕，于旅途中作国旗歌词。1928年起，戴季陶作词，杜庭修谱曲的国旗歌被诸多歌谱收录，其歌词为：
《国旗歌》

杜庭修曲 戴传贤词 作于1928年
中國國民志氣洪，戴月披星去務農；
犁盡世間不平地，協作共享稻粱豐。
地權平等，革命成功！人羣進化，世界大同。
青天白日滿地紅。
中國國民志氣洪，頂天立地做勞工；
鋼鏟鏟開平等路，鐵錘錘出自由鐘。
階級消盡，革命成功！
人羣進化，世界大同。
青天白日滿地紅。
中國國民志氣洪，持堅披銳打前鋒；
熱血洗清新世界，民族平等樂無窮。
霸權除盡，革命成功！
人羣進化，世界大同。
青天白日滿地紅。
中国国民志气洪，教育普及东方东；
科学完成真改造，文化统一天下公。
知识普遍，革命成功！
人群进化，世界大同。
青天白日满地红。

此国旗歌曾经在1930年代的中国广为流行，曾为五首官方歌曲（国歌、国旗歌、领袖歌、精神总动员歌、精神改造歌）之一刊载。甚至在1947年，当《青天白日满地红》一歌成为升降国旗乐曲后，此戴季陶版本的歌曲仍然叫做《国旗歌》。1947年之后，此曲逐渐消失。

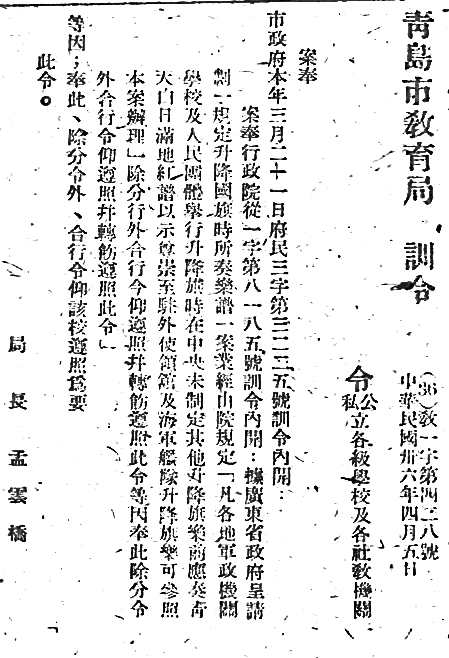
1947年青岛特别市《政府公报》关于升降国旗须奏《青天白日满地红》乐谱

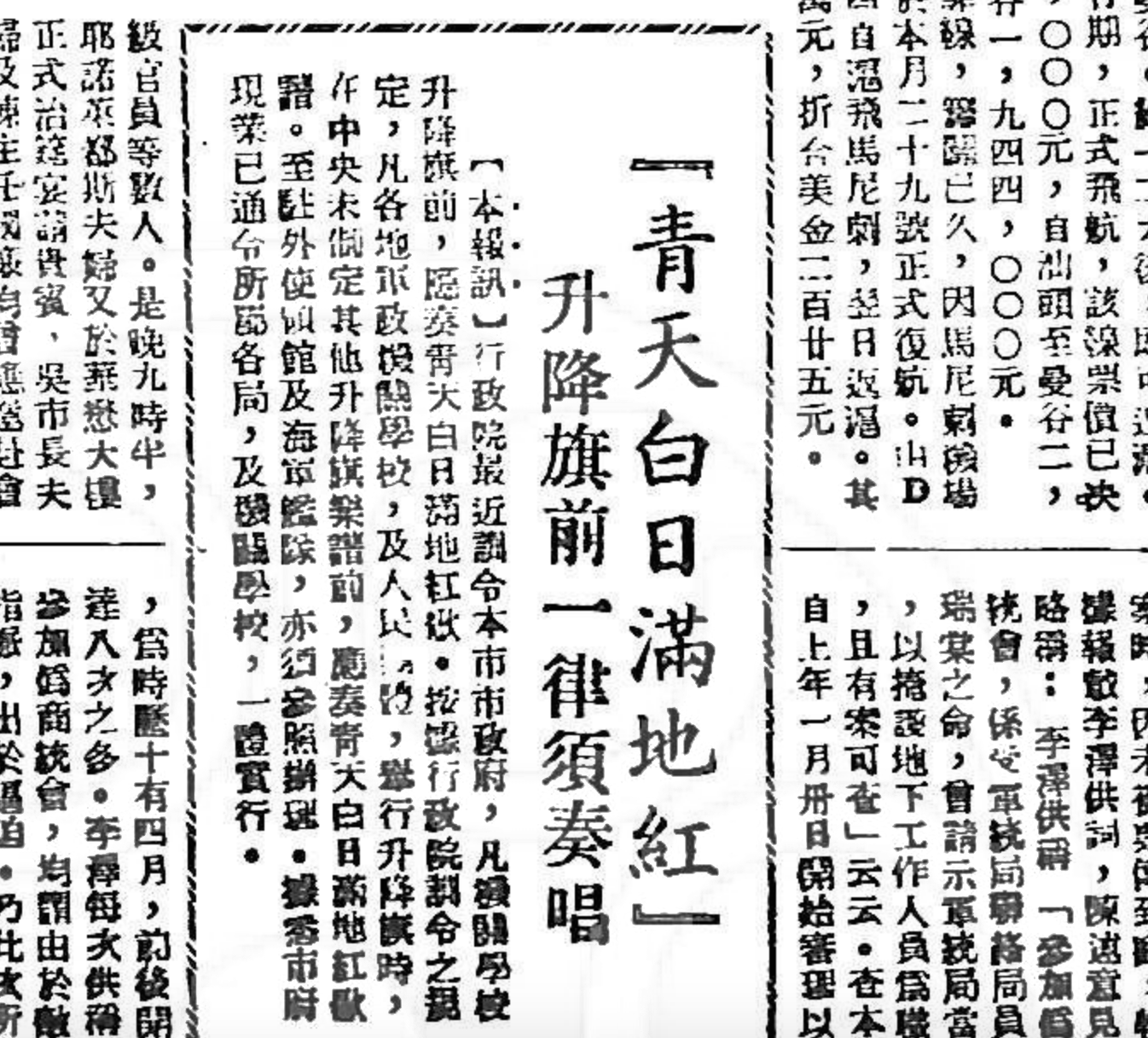
1947年3月28日上海《大公报》升旗须奏国旗歌报道

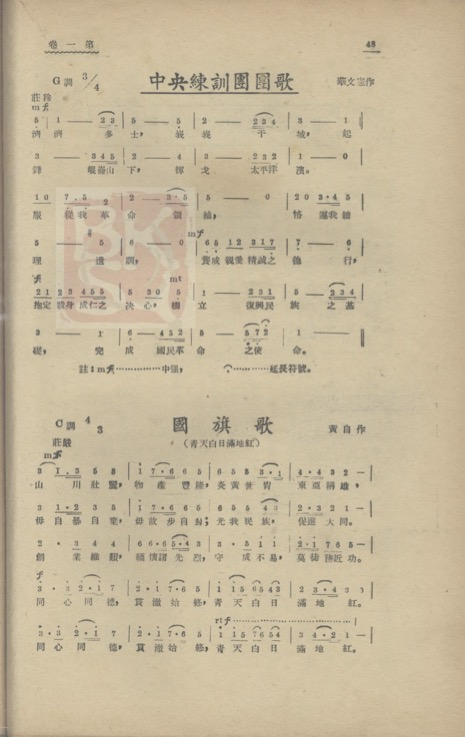
《中央训练团武汉分团团刊》1947年第1卷48页刊出国旗歌歌词，黄自为唯一作者

而现今之国旗歌本名《青天白日满地红》与戴季陶《国旗歌》毫无关系。1933年，黄自将所写歌曲寄教育部参加国歌评选，共有1,700人应征，稿件3,000多件，多次審查無一入選；国民政府虽不满意该歌曲作为国歌，但又不忍舍弃，仍作为一般歌曲发表，并未有特殊地位。早年出版國旗歌樂譜時，常標註詞作者佚名。惟梁得所曾於1929年作與現今歌詞相近的《青天白日滿地紅》發表於其主編之《良友》雜誌上，後其歌被填入上述黃自所作曲中，因之梁得所即可能為中華民國國旗歌歌詞原始作者。
《青天白日滿地紅》

Thomas A. Becket曲 梁得所词 作于1929年
江海滔滔，山嶽高崇，中華自古為世之雄；
願毋自棄，誓不自封，光我民族，促進大同，
創業維艱，先烈建民國，守成不易，後死責任重；
同心同德，同一標幟：青天白日滿地紅！
青天白日滿地紅 ，青天白日滿地紅，
我國旗萬世飛揚天空，青天白日滿地紅！
《青天白日滿地紅》

黃自作曲 1933年
江海滔滔，山嶽高崇，中華自古為世之雄。
願毋自棄，誓不自封，光我民族，促進大同。
創業維艱，先烈建民國，守成不易，後死責任重。
同心，同德，同一標幟，青天白日滿地紅。
同心，同德，同一標幟，青天白日滿地紅。
1943年抗战期间，一个体育期刊《健与力》有一篇吕德润《青天白日满地红国旗操之设计》，里面提到了黄自作曲的国旗歌名为《青天白日满地红》，作为童子军国旗团体操伴乐。同年出版的 《中等教育》抗战歌曲选，也以《青天白日满地红》为名收录此曲。1945年，此歌曲被选为庆祝抗战胜利歌曲。此歌曲应在此期间逐渐流行。
1947年官方出版的黄自国旗歌中，均以黄自一人为作者，认词曲均为黄自所做作，并未有他人參與。
此曲正式成为升降国旗所奏乐曲，应当是1947年3月为国民政府所明定。1945年抗战胜利之后，国民政府各部门开始制作各自乐曲，其基本风格为体现抗战胜利之后中华民族自信，且没有杀伐之气。1945-1947年间，大量此类风格歌曲创作或开始流行，如海军军歌，空军军歌，军官训练团团歌，而青天白日满地红因体现民族自豪，缅怀革命先烈，勉励国民奋斗之风格，为国民政府所青睐。
因三十年代所规定之升降国旗程序，仅规定先唱国歌，后升国旗，但未规定升国旗时是否奏乐，应奏何乐。广东省政府呈请划一规定升降国旗时所奏乐谱一案，1947年3日2日行政院颁布了“从壹字第八一八五号”训令，

令公、私立各級學校及各社敎機關：爲軍政機關學校及人民團體升降國旗時，應奏《青天白日滿地紅》樂譜以示尊崇，仰遵照由。

国军升旗亦由联合勤务总司令部发布《联合勤务总司令部代电：总管字第○○四一八号（中华民国三十六年三月）：事由：为奉规定升降旗时应奏青天白日满地红谱电希知照并转饬知照由》规定如下：

经本部与内政部会商，决定凡各地军政机关学校及人民团体举行升降旗时，在中央未制定其他升降旗乐前应奏《青天白日满地红》谱（驻外使领使馆及海军舰队可参照本案办理）以示尊崇，办法呈报行政院在案。

以上规定并未明确升旗仪式中是否仍旧唱国歌，从而引发混乱，国立贵阳师范学院就此升旗程序问题询问教育部。教育部饬令全国各学校《升降国旗歌奏办法》中，就升降国旗时奏国旗歌，是否仍奏国歌，呈请行政院所得解释

《青天白日满地红》一谱，系为正在升降国旗时所奏之歌谱，至升降国旗前应唱国歌，为升降旗仪式中所明定。

依此规定，升国旗前仍沿用三十年代之升降旗规定奏国歌，而升国旗时则奏国旗歌。
現在的中華民國國歌是孫中山先生於黃埔軍校開學典禮上，對師生的演講訓辭，而國旗歌節奏輕快，歌詞的意識形態中性，故在臺灣，沈君山曾建議以國旗歌取代現今國歌。

## 歌詞
现今之国旗歌歌词如下：

《中華民國國旗歌》

黄自曲
山川壯麗，物產豐隆，炎黃世胄，東亞稱雄。
毋自暴自棄，毋故步自封，光我民族，促進大同。
創業維艱，緬懷諸先烈；守成不易，莫徒務近功。
同心同德，貫徹始終，青天白日滿地紅；
同心同德，貫徹始終，青天白日滿地紅。

## 國際場合的使用
奧林匹克，奧林匹克，無分宗教，不論種族。

為促進友誼，為世界和平，五洲青年，聚會奧運。

公平競賽，創造新紀錄，得勝勿驕，失敗亦毋馁。

努力向前，更快更遠，奧林匹克永光輝。

升中華奧委會會旗时奏《中華奧林匹克委員會會歌》歌谱

《中華民國國旗歌》作為國際場合替代方案始於1984年冬季奧林匹克運動會，作為《中華奧林匹克委員會會歌》的旋律。
1976年中華民國奧委會因堅持名、旗、歌三者不可缺一而退出蒙特婁奧運。1979年10月，基拉寧在名古屋執委會中決議中華奧會更名，並提出不同的旗徽，送執委會核定。當時《奧林匹克憲章》規定國家奧會必須使用國旗、國歌。1980年2月國際奧會在寧靜湖冬季奧運期間舉行的第82屆年會上，修改《奧林匹克憲章》相關條文，將各國國家奧會使用「國家名稱」及「國旗」、「國歌」參加奧運會之規定改為使用「代表團」之名稱及旗、歌參加奧運會。
1981年3月23日，中華奧會主席沈家銘與國際奧會主席薩瑪蘭奇在洛桑國際奧會總部簽訂了《國際奧會與中華臺北奧會協議書》，即《洛桑協議》。但在該協議中只談及中華奧會的名、旗、徽，未談及會歌。1983年，國際奧會為了隔年萨拉热窝冬奥会向中華奧會要求提交會歌，中華奧會曾爭取使用《中華民國國歌》，但被國際奧會拒絕，最後改以《國旗歌》送交，因避免國旗歌歌詞遭拒，由張彼德創作新詞，作為《中華奧林匹克委員會會歌》。但因奧運會只奏曲而不唱詞，會歌歌詞並不為人熟知。
由於國際間繼續存在關於一個中國的爭論，1971年中華人民共和國取替中華民國在聯合國大會的席位後，多數國家及國際組織選擇承認中華人民共和國為中國的代表，中華民國國歌在與中華民國無邦交的國際場合無法演奏。故參照奧會模式，國旗歌相對成為國際組織接受的替代方案，使得在國際場合裡，國旗歌使用機率高於國歌。
此外，在中華台北足球代表隊對外隊之賽事，國旗歌亦會於賽前演奏國歌儀式中奏起。

## 相关事件
2023年4月在美國奧蘭多舉行的2023啦啦隊國際盃，台灣啦啦隊奪得男女混合最高級組冠軍，但在頒獎典禮時卻意外誤播中华人民共和国国歌《義勇軍進行曲》，經領隊緊急制止後，主辦單位立刻改播中華民國國旗歌。
2023年在山西舉行的晉中市第6屆運動會開幕典禮升旗儀式以及2024年舉辦的晉中市中小學生田徑錦標賽的開幕式升旗儀式上均播放了中華民國國旗歌的音樂。